# Aislador polimérico
Un aislador polimérico es un tipo de aislador empleado tanto en líneas eléctricas de transmisión y distribución, como en subestaciones, y que se caracterizan por estar constituidos por un núcleo central de material sólido, usualmente fibra de vidrio, y una cubierta exterior aislante de material polimérico, que además se caracteriza por ser flexible. Esto los diferencia de otro tipo de aisladores empleados más tradicionalmente en líneas y subestaciones eléctricas, que son de porcelana, vidrio o cerámica.
Las principales ventajas de este tipo de aislador son su resistencia mecánica frente a golpes derivada de su flexibilidad y mejor comportamiento ante la contaminación derivada de las características del material polimérico. Por ello han ido progresivamente reemplazando a los aisladores de cerámica o porcelana.
En este tipo de aplicaciones, una cadena de aisladores de disco es ahora reemplazada por un único aislador polimérico, lo que además simplifica su instalación o reemplazo.